# Circonscription de Gozamin
La circonscription de Gozamin est une des 135 circonscriptions législatives de l'État fédéré Amhara, elle se situe dans la Zone Est Godjam. Son représentant actuel est Teshome Eshetu Belete.